# 老圍 (龍躍頭)

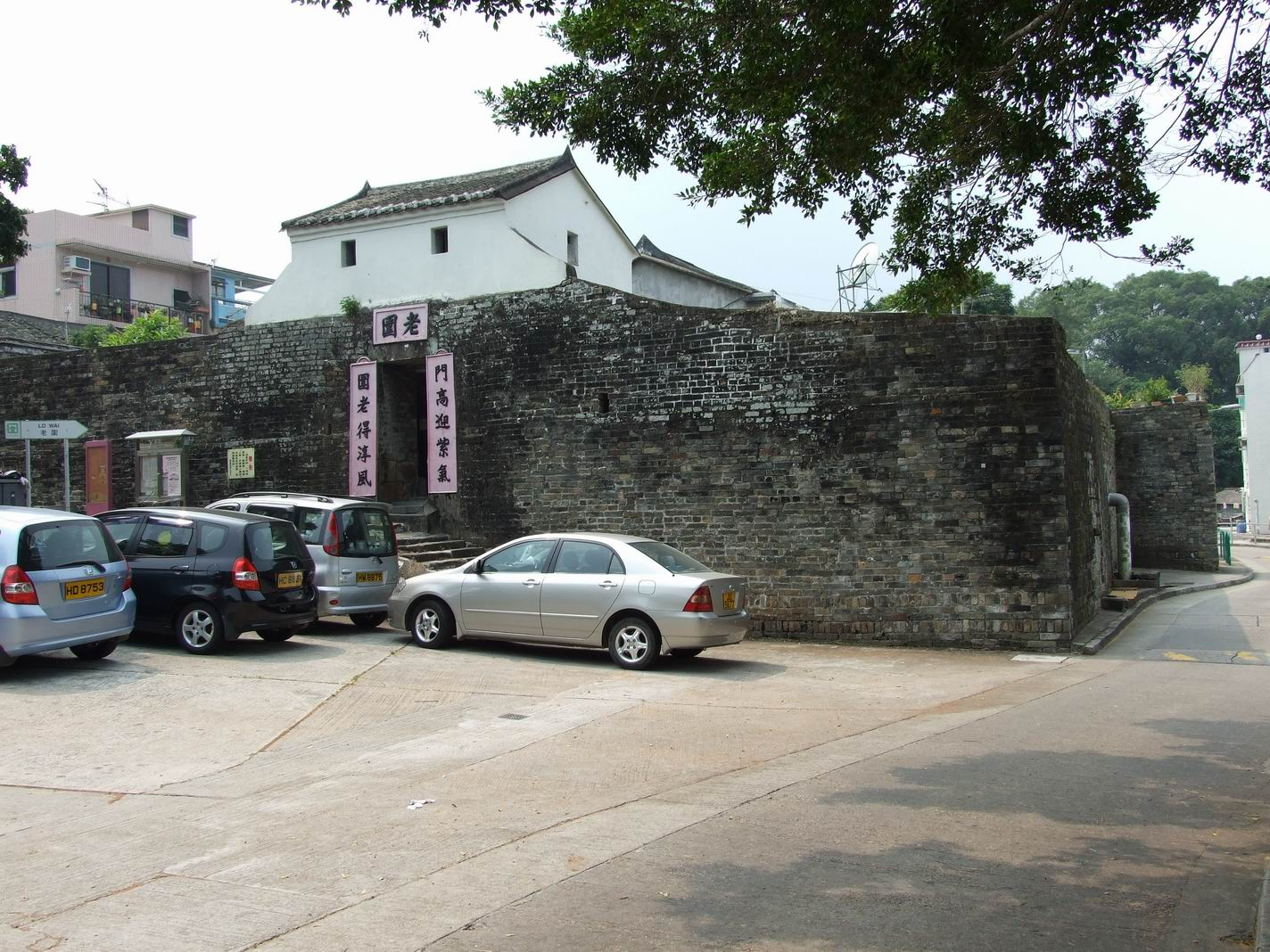
老圍外觀

老圍位於香港新界粉嶺龍躍頭，是龍躍頭鄧族聚居的圍村。老圍門樓及圍牆於1997年1月31日被列為法定古蹟。

## 歷史
龍躍頭鄧族於14世紀由錦田移居龍躍頭，先後建立了「五圍六村」，老圍興建日期已不可考，但應是五圍中最早建立的圍村。

## 結構

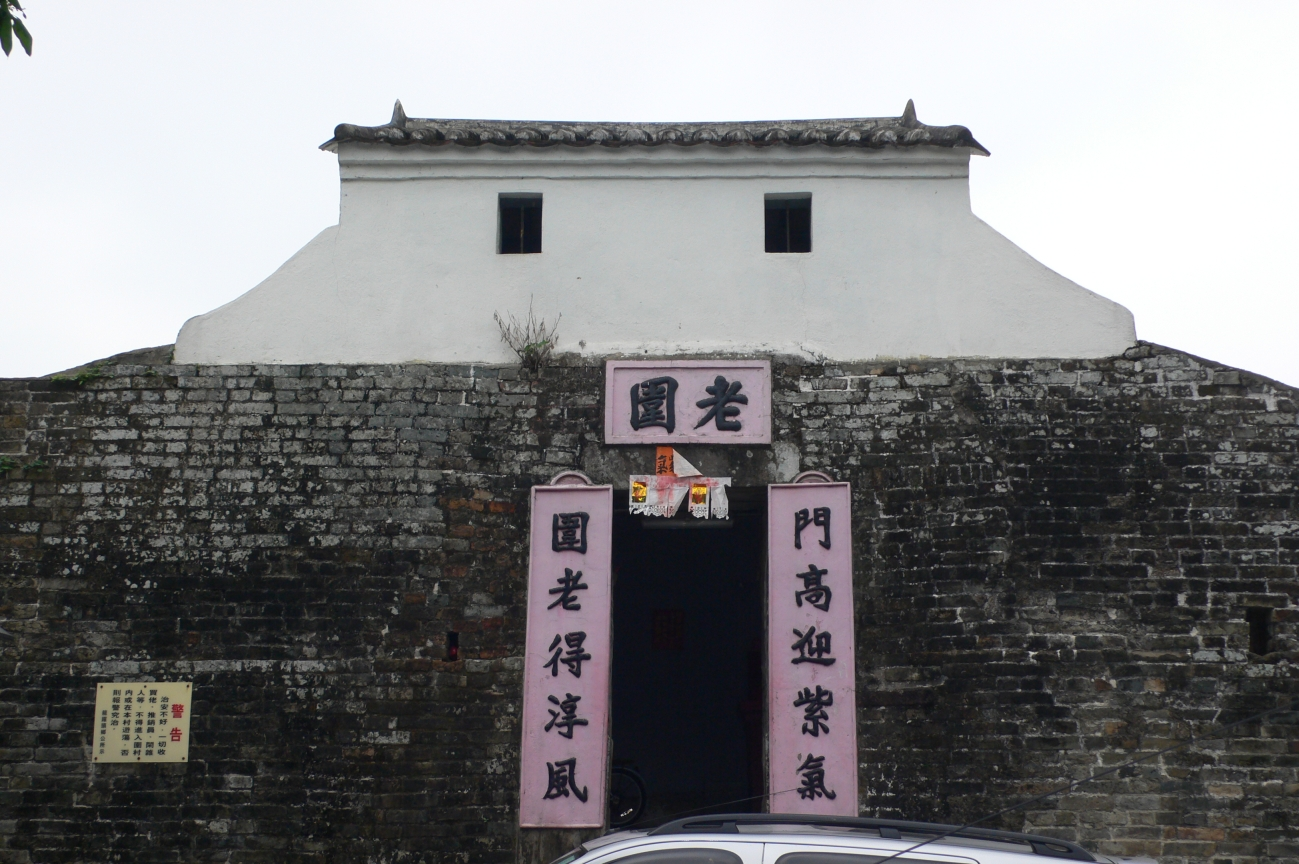
老圍門樓正面

老圍建於一小丘之上，四周築有圍牆，圍內的房屋排列整齊有序，其獨特的防禦措施是於四面圍牆的正中部分建有高台，用於監察防盜，圍門窄小，內有水井，遇盜賊來襲時，可閉門堅拒而仍有足夠食水供應。原先的圍門是北向，但由於風水理由，圍門被改建為東向，但地基高出地面，門前有石條梯級方便出入，門口的對聯為「門高迎紫氣　圍老得淳風」。老圍雖曾經歷多次修建，但其圍牆結構和圍村布局仍保存完整。

## 維修

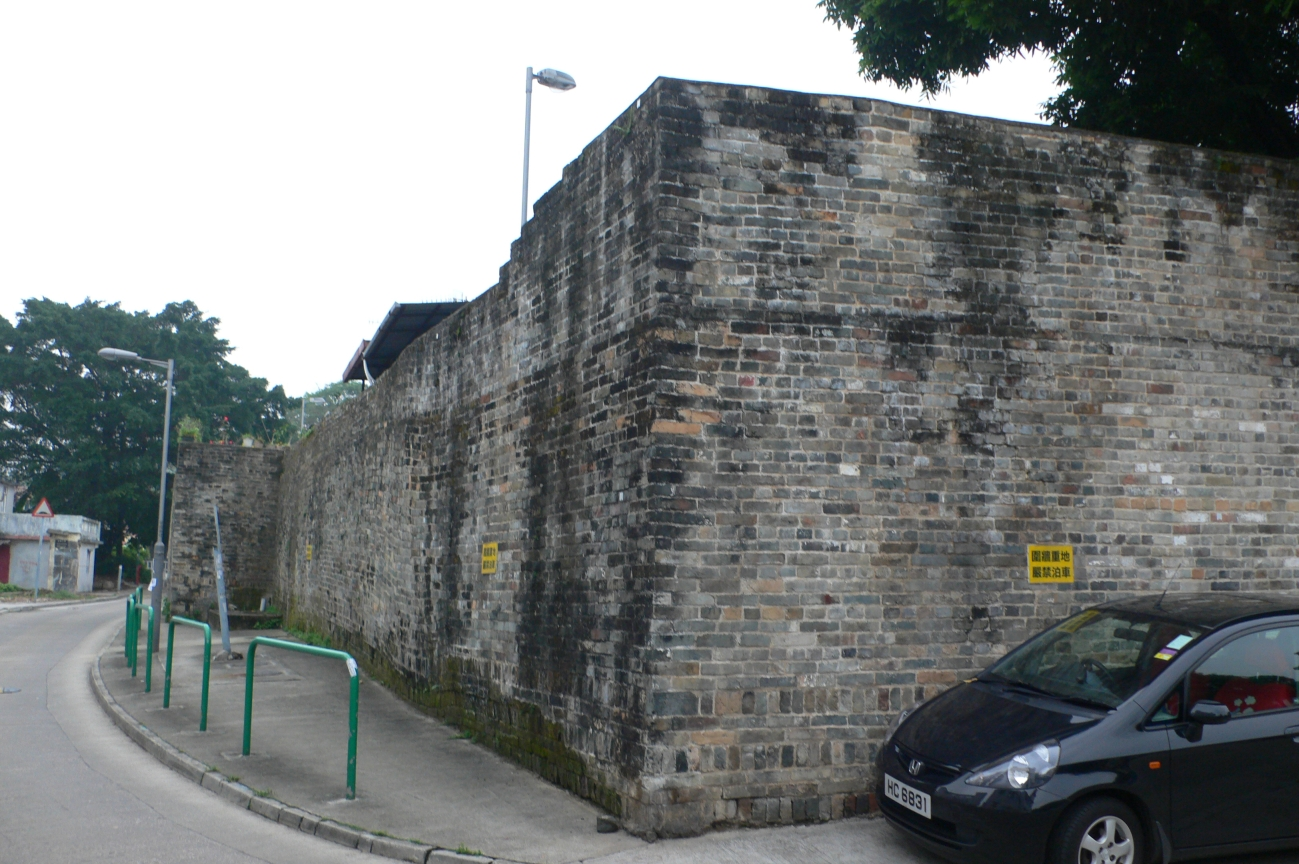
老圍圍牆

老圍部分圍牆於1991年由北區政務處撥款進行緊急維修。1997年年初展開全面修復工程，工程由古物古蹟辦事處及建築署古蹟復修組監督，香港賽馬會慈善信託基金資助四百萬元工程費用，並於翌年完成。

## 外部連結
- 古物古蹟辦事處：老圍門樓及圍牆 （页面存档备份，存于）